# FA Women's Super League 1 2015
La FA Women's Super League 1 2015 è stata la quinta edizione della massima divisione del campionato inglese femminile di calcio. Il campionato, iniziato il 25 marzo 2015 e conclusosi il 4 ottobre, ha visto il Chelsea vincere il campionato per la prima volta nella sua storia sportiva, concludendo a 32 punti, grazie a 10 vittorie, 2 pareggi e 2 sconfitte, sopravanzando di 2 punti le inseguitrici del Manchester City. Capocannoniere del torneo è stata Bethany Mead con 12 reti realizzate.

## Stagione

### Novità
Dalla FA WSL 1 2014 è stato retrocesso l'Everton, mentre dalla FA WSL 2 è stato promosso il Sunderland.

### Formula
Le 8 squadre si affrontano in un girone all'italiana con partite di andata e ritorno, per un totale di 14 giornate. La squadra prima classificata è campione d'Inghilterra e le prime due classificate sono ammesse alla UEFA Women's Champions League mentre l'ultima retrocede in FA Women's Super League 2.

## Squadre partecipanti
| Club            | Città               | Stadio                | Stagione 2014          |
| --------------- | ------------------- | --------------------- | ---------------------- |
| Arsenal         | Borehamwood         | Meadow Park           | 4º posto in FA WSL 1   |
| Birmingham City | Solihull            | Damson Park           | 3º posto in FA WSL 1   |
| Bristol Academy | Filton              | Stoke Gifford Stadium | 7º posto in FA WSL 1   |
| Chelsea         | Staines-upon-Thames | Wheatsheaf Park       | 2º posto in FA WSL 1   |
| Liverpool       | Widnes              | Halton Stadium        | Campione d'Inghilterra |
| Manchester City | Manchester          | Academy Stadium       | 5º posto in FA WSL 1   |
| Notts County    | Nottingham          | Meadow Lane           | 6º posto in FA WSL 1   |
| Sunderland      | Hetton-le-Hole      | The Hetton Centre     | 1º posto in FA WSL 2   |

## Classifica finale
Fonte: sito ufficiale
|  | Pos. | Squadra         | Pt | G  | V  | N | P  | GF | GS | DR  |
|  | ---- | --------------- | -- | -- | -- | - | -- | -- | -- | --- |
|  | 1.   | Chelsea         | 32 | 14 | 10 | 2 | 2  | 30 | 10 | +20 |
|  | 2.   | Manchester City | 30 | 14 | 9  | 3 | 2  | 25 | 11 | +14 |
|  | 3.   | Arsenal         | 27 | 14 | 8  | 3 | 3  | 21 | 13 | +8  |
|  | 4.   | Sunderland      | 20 | 14 | 6  | 2 | 6  | 24 | 24 | 0   |
|  | 5.   | Notts County    | 15 | 14 | 4  | 3 | 7  | 20 | 20 | 0   |
|  | 6.   | Birmingham City | 13 | 14 | 3  | 4 | 7  | 7  | 14 | -7  |
|  | 7.   | Liverpool       | 13 | 14 | 4  | 1 | 9  | 15 | 24 | -9  |
|  | 8.   | Bristol Academy | 8  | 14 | 2  | 2 | 10 | 12 | 38 | -26 |

Legenda:
      Campione d'Inghilterra e ammessa alla UEFA Women's Champions League 2016-2017
      Ammessa alla UEFA Women's Champions League 2016-2017
      Retrocessa in FA WSL 2 2016
Note:
Tre punti a vittoria, uno a pareggio, zero a sconfitta.

## Risultati
|                 | Ars  | Bir  | Bri  | Che  | Liv  | Man  | Not  | Sun  |
| --------------- | ---- | ---- | ---- | ---- | ---- | ---- | ---- | ---- |
| Arsenal         | –––– | 1-0  | 2-0  | 0-2  | 1-3  | 2-3  | 2-1  | 4-1  |
| Birmingham City | 0-1  | –––– | 0-0  | 0-1  | 1-0  | 0-0  | 0-0  | 1-1  |
| Bristol Academy | 1-1  | 0-3  | –––– | 0-4  | 4-2  | 0-3  | 2-5  | 1-4  |
| Chelsea         | 0-0  | 4-0  | 4-1  | –––– | 1-0  | 1-2  | 2-1  | 4-0  |
| Liverpool       | 0-2  | 2-1  | 2-0  | 0-4  | –––– | 2-1  | 1-2  | 1-2  |
| Manchester City | 0-1  | 1-0  | 6-1  | 1-1  | 2-0  | –––– | 2-1  | 1-0  |
| Notts County    | 1-1  | 0-1  | 0-1  | 1-2  | 1-0  | 2-2  | –––– | 4-2  |
| Sunderland      | 1-3  | 3-0  | 2-1  | 4-0  | 2-2  | 0-1  | 2-1  | –––– |

## Statistiche

### Classifica marcatrici
Fonte: sito ufficiale
| Gol |  |  | Giocatore           | Squadra         |
| --- |  |  | ------------------- | --------------- |
| 12  |  |  | Bethany Mead        | Sunderland      |
| 7   |  |  | Jessica Clarke      | Notts County    |
| 7   |  |  | Natalia Pablos      | Arsenal         |
| 6   |  |  | Eniola Aluko        | Chelsea         |
| 6   |  |  | Isobel Christiansen | Manchester City |
| 6   |  |  | Gemma Davison       | Chelsea         |
| 6   |  |  | Toni Duggan         | Manchester City |
| 6   |  |  | Chioma Ubogagu      | Arsenal         |
| 6   |  |  | Rachel Williams     | Notts County    |